# 俄罗斯极北地区

极北（俄语： Крайний Север, Дальний Север）指俄罗斯北部領土，主要位于北极圈以北，當地有礦物和自然资源。总面积约5,500,000平方（2,100,000平方英里） ，约占俄罗斯总面积的三分之一。 极北地区包括整个楚科奇自治区、堪察加邊疆區、马加丹州、摩尔曼斯克州和萨哈（雅库特）共和国，以及阿尔汉格尔斯克州、伊尔库茨克州、哈巴罗夫斯克边疆区、科米共和国、克拉斯諾亞爾斯克邊疆區的部分地区和城市。